# Wciągnik pneumatyczny
Wciągnik pneumatyczny – urządzenie dźwignicowe zaliczane do grupy cięgników.

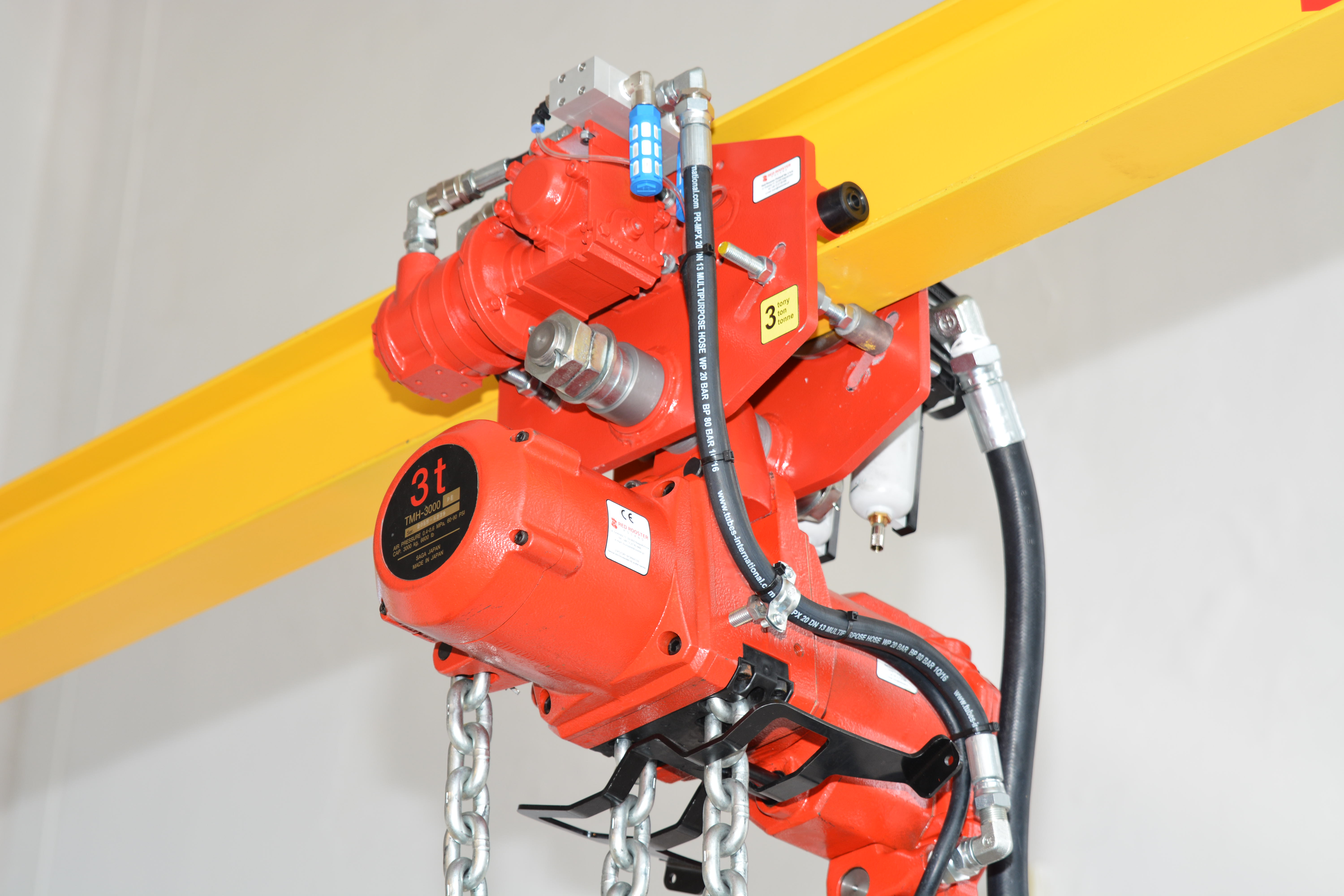
Wciągnik pneumatyczny Red Rooster TMH-3000

Źródłem zasilania wciągników pneumatycznych jest sprężone powietrze. Przeznaczony jest do podnoszenia i opuszczania ładunków, jak również przesuwania ich po poziomej belce lub suwnicy (jeśli zamontowany jest na wózku jezdnym). Wciągniki pneumatyczne mają zastosowanie przede wszystkim tam, gdzie bezpieczeństwo ludzi nie dopuszcza najmniejszego ryzyka iskrzenia. Sprężone powietrze jest odporne na wahania temperatury, dlatego wciągników pneumatycznych można bezpiecznie używać w ekstremalnych i zmiennych warunkach otoczenia, zwłaszcza tam, gdzie jest bardzo duża wilgotność powietrza lub urządzenie ma kontakt z wodą. Wykorzystuje się go również w łatwopalnym środowisku (jak np. lakiernie samochodowe), gdzie istnieje ryzyko wybuchu. Ponieważ sprężone powietrze jest niepalne i nie powoduje iskrzenia, jest to odpowiedni typ dla takich branż jak wydobycie (zwłaszcza platformy wiertnicze i offshore).
Dla branży spożywczej, drzewnej czy tekstylnej będzie istotna również inna właściwość wciągników pneumatycznych – powietrze jest medium czystym, więc ewentualne nieszczelne elementy lub przewody nie spowodują zanieczyszczenia hal przemysłowych.
Wciągniki pneumatyczne, które są wykorzystywane w środowiskach ciężkich, powinny spełniać wszystkie standardy bezpieczeństwa określone w dyrektywach unijnych oraz 99/92/WE (ATEX), które kontrolują użycie maszyn w strefach zagrożonych wybuchem. Dla przemysłu morskiego, przybrzeżnego i branży offshore szczególnie ważna będzie zgodność wciągników z konwencją SOLAS oraz możliwość zastosowania specjalnych powłok lakierniczych wg certyfikacji NORSOK M501.